# Vemmenhögs herred
Vemmenhögs herred (før 1658 dansk: Vemmenhøj herred) var et herred beliggende i det daværende Malmøhus len.
I herredet ligger bl.a. Næsbyholm Slot.
Vemmenhøj herred omfattede følgende sogne:
| - Börringe (f.d. Gustav) - Grönby - Gärdslöv - Hassle-Bösarp - Hemmesdynge - Källstorp - Lilla Beddinge - Lilla Isie | - Simlinge - Skivarp - Slimminge - Solberga - Skurup - Svenstorp - Södra Åby - Tullstorp | - Västra Vemmenhög - Äspö - Önnarp - Örsjö - Östra Klagstorp - Östra Torp - Östra Vemmenhög |